# Луковичі
Луковичі — село в Україні, у Павлівській сільській громаді Володимирського району Волинської області.

## Історія
12 червня 2020 року, відповідно до розпорядження Кабінету Міністрів України № 708-р «Про визначення адміністративних центрів та затвердження територій територіальних громад Волинської області», увійшло до складу Павлівської сільської територіальної громади.
19 липня 2020 року, в результаті адміністративно-територіальної реформи та ліквідації  Іваничівського району, село увійшло до новоутвореного Володимир-Волинського району (від 18 липня 2022 Володимирського).

## Населення
Згідно з переписом УРСР 1989 року чисельність наявного населення села становила 427 осіб, з яких 191 чоловік та 236 жінок.
За переписом населення України 2001 року в селі мешкали 452 особи.
Згідно даних Церковної реєстраційної книги села Бужковичі (Церковна перафія до якої належало село):
Станом на 1806 рік у селі було 26 дворів (хат) та мешкало 169 осіб, з них 81 чоловік та 88 жінок.
Прізвища мешканців села у 1806 році:
Бандура (2 хати), Вербицький, Гриб, Дзядко, Драган (2), Жила, Любва, Кокоруза, Корнеюк, Кужель, Кузьма, Левусюк, Леун, Ляшук, Мазурок, Мельник (2), Мельничук, Муха, Недбайло (2), П'ятоха (2), Шудер.

### Мова
Розподіл населення за рідною мовою за даними перепису 2001 року:
| Мова       | Відсоток |
| ---------- | -------- |
| українська | 99,56 %  |
| російська  | 0,44 %   |